# Стеф Хотон
Стефани Џејн Хотон (енгл. Stephanie Jayne Houghton; 23. април 1988) је енглеска фудбалерка која наступа за репрезентацију Енглеске и за клуб Манчестер Сити.

## Каријера
Каријеру је започела у клубу Сандерленд где је провела пет година. У сезони 2005/6 је освојила награду за најбољу најмађу фудбалерку. Касније је постала мета клубова Евертона и Арсенала међутим придружила се тиму Лидс Јунајтеда. 
Годиене 2010. после освајања ФА купа, прешла је у Арсенал. 
Четири године касније, 1. јануара 2014. године је прешла у Манчестер Сити. 

## Репрезентација
Била је укључена у тимове од најмлађих дана и то у свим нивоима. Заиграла је у сениорском тиму први пут 2007. године у утакмици против Шкотске, где су победиле 1:0. 
Пропустила је Светско првенство 2007. и Европско првенство 2009. године због повреде лигамената. 
На Европском првенству 2013. је одиграла све три утакмице у репрезентацији и те године су завршиле на последњем месту на табели. 
Године 2014. је изабрана за капитена тима као и 2015. 
Маја 2019. је заиграла за репрезентацију на Светском првенству у Француској где је постигла гол против Камеруна у шеснаестини првенства.  

## Занимљивости
Стеф Хотон је прва жена која је била на насловници спортског магазина Shoot у октобру 2014. године . 